# شاه‌گیش فیشر
شاه‌گیش فیشر (نام علمی: Caranx fischeri) نام یک گونه از سرده شاه‌گیش است.